# Drew Ginn
Drew Ginn OAM  (ur. 20 listopada 1974 w Leongatha) – australijski wioślarz, czterokrotny medalista olimpijski (trzykrotny mistrz), ośmiokrotny medalista mistrzostw świata (pięciokrotny mistrz).

## Osiągnięcia
- Mistrzostwa Świata – Tampere 1995 – ósemka – 11. miejsce
- Igrzyska Olimpijskie – Atlanta 1996 – czwórka bez sternika – 1. miejsce
- Mistrzostwa Świata – Aiguebelette-le-Lac 1997 – ósemka – 3. miejsce
- Mistrzostwa Świata – Kolonia 1998 – czwórka ze sternikiem – 2. miejsce
- Mistrzostwa Świata – Kolonia 1998 – dwójka bez sternikiem – 1. miejsce
- Mistrzostwa Świata – St. Catharines 1999 – dwójka bez sternika – 1. miejsce
- Mistrzostwa Świata – Mediolan 2003 – dwójka bez sternika – 1. miejsce
- Igrzyska Olimpijskie – Ateny 2004 – dwójka bez sternika – 1. miejsce
- Mistrzostwa Świata – Eton 2006 – dwójka bez sternika – 1. miejsce
- Mistrzostwa Świata – Monachium 2007 – dwójka bez sternika – 1. miejsce
- Igrzyska Olimpijskie – Pekin 2008 – dwójka bez sternika – 1. miejsce
- Mistrzostwa Świata – Bled 2011 – czwórka bez sternika – 3. miejsce
- Igrzyska Olimpijskie – Londyn 2012 – czwórka bez sternika – 2. miejsce